# Amicale des rotariens espérantistes
 (novembre 2016).
Si vous disposez d'ouvrages ou d'articles de référence ou si vous connaissez des sites web de qualité traitant du thème abordé ici, merci de compléter l'article en donnant les références utiles à sa vérifiabilité et en les liant à la section « Notes et références ».
L'Amicale des rotariens espérantistes (en espéranto : Rotaria Amikaro de Esperantistoj, RADE) est un groupe de rotariens britanniques et français créé en 1928, huit ans après la création du premier Rotary Club sur le continent européen. Les sympathisants ou membres du Rotary qui souhaitent adhérer peuvent le faire sur simple demande.

## Rotary et Espéranto
Les rotariens parlent une multitude de langues, même s’ils ne sont pas tous capables de s'exprimer couramment dans une ou plusieurs langues étrangères. Au Rotary International, six langues jouissent d'un statut officiel, parmi lesquelles russe, l'allemand et le chinois sont envisagées comme ajouts. La RADE recommande toutefois l'adoption de l'espéranto comme langue de communication internationale : par sa neutralité, elle n'avantage aucune culture par rapport aux autres, et sa flexibilité lui permet de traduire toutes les nuances des langues nationales. De plus, par sa relative rapidité avec laquelle elle peut être apprise et utilisée, grâce à sa construction grammaticale régulière et son vocabulaire agglutinant, l'espéranto est la seule langue qui satisfasse au Critère des Quatre Questions du Rotary.

## Objectif éducatif
L'activité de l'amicale a été interrompue par l'avènement des dictatures en Europe et la guerre qui suivit, mais ne fut jamais dissoute. Réorganisée après la guerre, la RADE reprit graduellement ses activités. Par exemple, des membres de la RADE ont créé et dirigent une institution de formation éducative et professionnelle où 40 enfants et adolescents défavorisés vivent sur un domaine écologique où ils sont protégés, éduqués et instruits : la ferme-école Bona Espero, située à Alto Paraiso, à 200 kilomètres au nord de Brasilia. Là, des volontaires internationaux s'occupent des enfants en utilisant l'espéranto dans la vie quotidienne. Un partenariat entre le district brésilien 4530 et le district argentin 4900 soutient actuellement le projet en coopération avec la Fondation Rotary.

## Organisation
- Président : Joseph van der Vleugel
- Secrétaire : Giuseppe Grattapaglia
- Membre du bureau, rotaract : Leandro Freitas
- Gestion des membres : Guillermo Macias
- Membre du bureau : Sherry Wells
- Présidents honoraires : Eskil Svane, Marc Levin

## Historique
Le groupe tient des réunions régulières depuis 1930, date à laquelle commence la publication de son propre bulletin. On compte alors des membres au Royaume-Uni, en France, en Allemagne, au Canada, en Espagne, aux États-Unis, en Irlande, au Japon et aux Pays-Bas. Parmi ses membres figuraient deux présidents du Rotary International : Sydney W. Pascall et Maurice Duperrey. Il s’agit d’une première à l’époque, puisque les amicales professionnelles et de loisirs du Rotary ne furent établies qu'après la Seconde Guerre mondiale.